# Heidi Neumann-Wirsig
Heidi Neumann-Wirsig (* 1950) ist eine deutsche Diplom-Sozialarbeiterin, freiberufliche Systemische Supervisorin, Lehrsupervisorin, Organisationsberaterin und Fachbuchautorin.

## Leben
Heidi Neumann-Wirsig studierte Sozialarbeit, bildete sich in Supervision, Coaching, Systemischer und Lösungsorientierter Beratung fort.
Sie ist freiberuflich tätig als Supervisorin, als Lehrsupervisorin, als Geschäftsführerin ihrer eigenen Beratungs- und Ausbildungsfirma BTS Mannheim. Sie publizierte zu Themen im Umfeld von „Supervision“ und Coaching, Teamentwicklung.

## Mitarbeit in Fachgesellschaften
- Deutsche Gesellschaft für Supervision DGSv, Mitglied (1989–2003), Vorstandsmitglied (1989–1992)
- Systemische Gesellschaft, (Supervisorin, Lehrende Supervisorin)

## Schriften

### Publikationen in Buchform
- (Hrsg.), mit Heinz J. Kersting (Hrsg.): Supervision. Konstruktion von Wirklichkeiten (= Schriften zur Supervision Band 3), Aachen 1992, ISBN 3-928047-02-7.
- (Hrsg.), mit Heinz J. Kersting (Hrsg.): Systemische Supervision. oder: Till Eulenspiegels Narreteien (= Schriften zur Supervision Band 4), Aachen 1993, ISBN 3-928047-05-1.
- (Hrsg.), mit Heinz J. Kersting (Hrsg.): Systemische Perspektiven in der Supervision und Organisationsentwicklung, (= Schriften zur Supervision Band 5)  Aachen 1996, ISBN 978-3-928047-13-5.
- Supervision in der Postmoderne. Systemische Ideen und Interventionen in der Supervision und Organisationsberatung, (= Schriften zur Supervision Band 7), Aachen 1997, ISBN 3-928047-13-2.
- (Hrsg.), mit Heinz J. Kersting (Hrsg.): In Aktion. Systemische Organisationsentwicklung und Supervision (= Schriften zur Supervision Band 8), Aachen 2000, ISBN 3-928047-31-0.
- (Hrsg.), mit Heinz J. Kersting (Hrsg.): In Arbeit. Systemische Supervision und Beratung, (= Schriften zur Supervision Band 12), Aachen 2002, ISBN 3-928047-39-6.
- (Hrsg.), mit Heinz J. Kersting (Hrsg.): Supervision intelligenter Systeme. Supervision, Coaching, Organisationsberatung (= Schriften zur Supervision, Band 14), Aachen 2004, ISBN 3-928047-42-6.
- (Hrsg.): Supervisions-Tools. Die Methodenvielfalt der Supervision in 55 Beiträgen renommierter Supervisorinnen und Supervisoren (= Praxishandbuch Beratung), Bonn 2009, 2. Auflage 2009, ISBN 978-3-936075-81-6.
- mit Gunther Schmidt (Vorwort), Jedes Mal anders. 50 Supervisionsgeschichten und viele Möglichkeiten (= Systemische Supervision Coaching), Heidelberg 2011, ISBN 978-3-89670-735-2.
- (Hrsg.), mit Edeltrud Freitag-Becker (Hrsg.), Mechtild Grohs-Schulz (Hrsg.): Lehrsupervision im Fokus, Göttingen 2017, ISBN 978-3-525-40567-3.

### Beiträge in Sammelwerken
- mit Heinz J. Kersting, Wie geschieht Lehrsupervision, in: Ulrike-Luise Eckhardt (Hrsg.), Kurt F. Richter (Hrsg.), Hans Gerd Schulte (Hrsg.), System Lehrsupervision, (= Schriften zur Supervision, Band 6), Aachen 1997, ISBN 978-3-928047-20-3.
- Von der Unmöglichkeit zu lehren und dem Ermöglichen von Lernen – Lehrsupervision aus konstruktivistischer Sicht, in: Edeltrud Freitag-Becker (Hrsg.), Mechtild Grohs-Schulz (Hrsg.), Heidi Neumann-Wirsig (Hrsg.),"Lehrsupervision im Fokus", Göttingen 2017, ISBN 978-3-525-40567-3, S. 21–30.

### Zeitschriftenartikel
- Seit damals habe ich nie mehr behauptet, dass man in meinen Supervisionen rauchen dürfe, in: systemagazin special, Das erste Mal, (= systemagazin Adventskalender 2007).[1]
- Lernen II. Ordnung, in: systemagazin special, "Besondere Begegnungen" (= systemagazin Adventskalender 2008),[2]

### Rezensionen
- Rezension zu Albrecht Boeckh, Methodenintegrative Supervision. Ein Leitfaden für Ausbildung und Praxis,  Stuttgart 2008, ISBN 978-3-608-89063-1 vom 24. August 2008[3]
- Rezension zu Mara Selvini-Palazzoli, et al . Hinter den Kulissen der Organisation, Stuttgart 1995 (6. Aufl.) ISBN 3-608-95014-1 und ISBN 978-3-608-95014-4 (Klassiker-Rezension)[4]